# 苏尤姆别卡塔

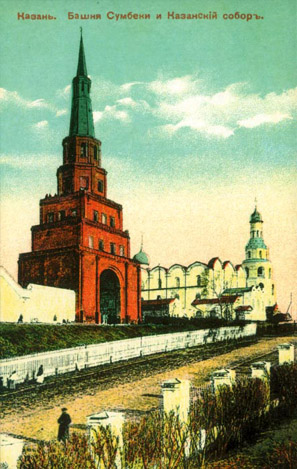
苏尤姆别卡塔

苏尤姆别卡塔 (羅馬化：Söyembikä manarası)，又名可汗清真寺（鞑靼语： Xan Mäçete)是喀山的著名地标。它曾是喀山克里姆林宫最高的建筑物，高6层，58米。它也是一座斜塔。在20世纪30年代和90年代采用多种方法来拉直该塔。

该塔的建造日期尚不确定，一些学者认为建造于17世纪末、18世纪初，另一些则认为建于16世纪，可能是1552年之前。

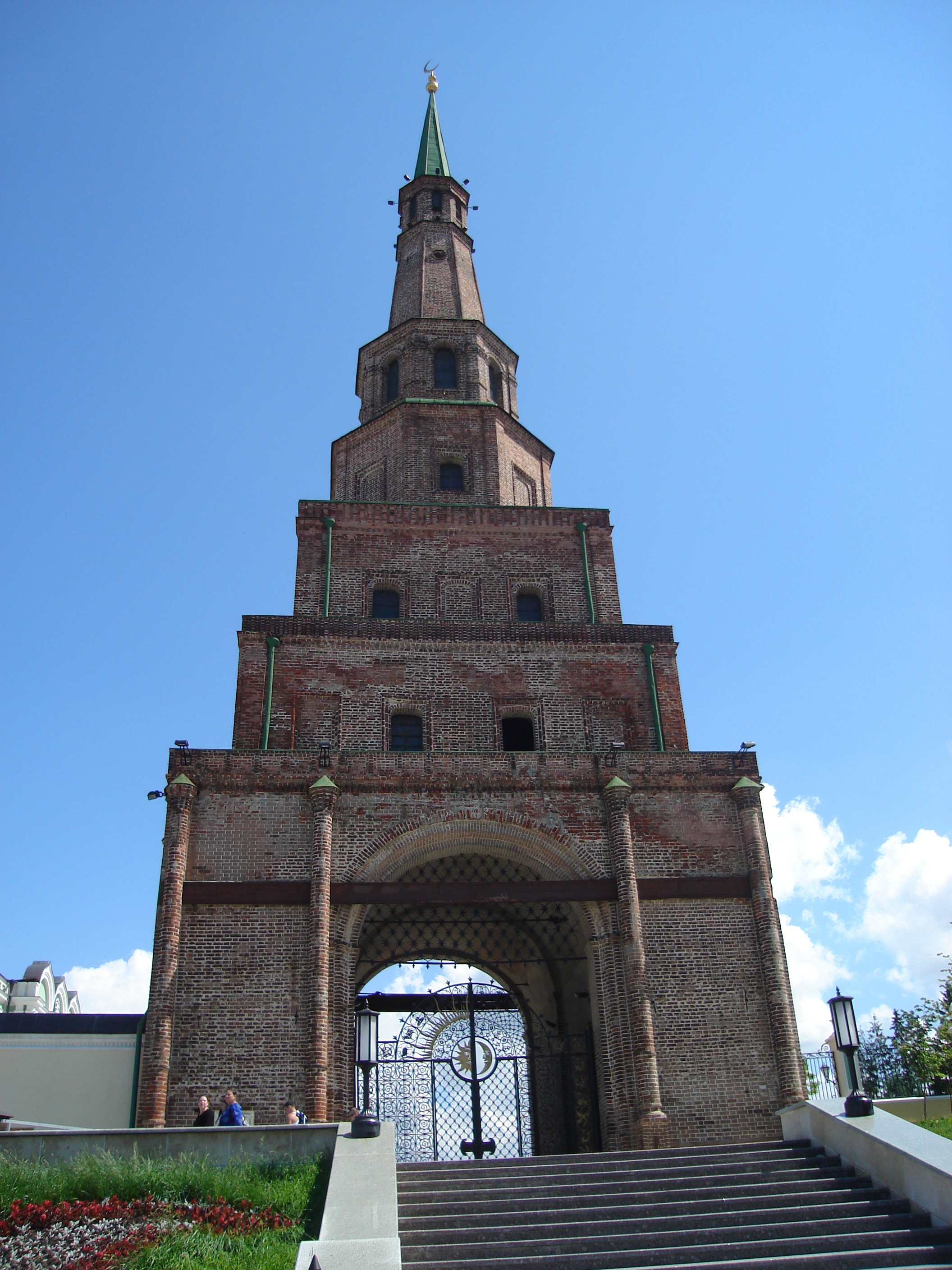
苏尤姆别卡塔

传说该塔由伊凡雷帝的工匠仅用一周的时间建成，喀山王后苏尤姆别卡从最高层跳下，因而得名。但是真实的历史是，苏尤姆别卡在1551年被莫斯科军队逮捕，关在卡西莫夫，几年后去世。
在帝俄时代，塔顶是双头鹰，布尔什维克改为红星，目前又改为穆斯林新月。
20世纪初修建的莫斯科喀山站模仿了该建筑的轮廓。